# Kovácsszénája
Kovácsszénája je selo u južnoj Mađarskoj.
Zauzima površinu od 7,83 km četvorna.

## Zemljopisni položaj
Nalazi se na 46° 10' sjeverne zemljopisne širine i 18° 7' istočne zemljopisne dužine. Gustot je 1 km zapadno, Abaliget je 1,5 km južno, Đabir je 1,5 km sjeverno. Pečuško jezero je 1 km jugoistočno. Izvorno selo Orfű je 3 km jugoistočno, a Magyarhertelend je 2,5 km sjeveroistočno. Neposredno sjeveroistočno se nalazi Kovácsszénájsko jezero.

## Upravna organizacija
Upravno pripada Pečuškoj mikroregiji u Baranjskoj županiji. Poštanski broj je 7678.

## Stanovništvo
Kovácsszénája ima 55 stanovnika (2001.).

## Vanjske poveznice
- (mađ.) Kovácsszénája a Vendégvárón  Arhivirana inačica izvorne stranice od 29. studenoga 2004. (Wayback Machine)
- (mađ.) Kovácsszénája  Arhivirana inačica izvorne stranice od 24. listopada 2008. (Wayback Machine)
- (mađ.) [kovacsszenaja.dunantulinaplo.hu]
- Kovácsszénája na fallingrain.com